# Taft-Hartley-loven
Taft-Hartley-loven, eller som den korrekt hedder Labor–Management Relations Act, er en amerikansk lov, som i betydelig grad indskrænker fagforeningers magt og handlemuligheder. 
Lovforslaget blev fremsat af senator Robert Taft og medlem af Repræsentanternes Hus Fred A. Hartley, Jr. Den blev vedtaget med et kvalificeret flertal efter at præsident Harry S. Truman havde nedlagt veto den 23. juni 1947. Fagforeningsledere kaldte den for "slavearbejdsloven", mens præsident Truman hævdede, at den ville "være i strid med vigtige principper i vort demokratiske samfund", alligevel gjorde han brug af loven 12 gange i sin præsidenttid.
Taft-Hartley-loven var en tilføjelse til National Labor Relations Act (NLRA eller uformelt Wagner Act), som Kongressen vedtog i 1935. Hovedforfatteren til Taft-Hartley loven var J. Mack Swigert fra advokatfirmatet Taft, Stettinius & Hollister i Cincinnati. Han var fortsat aktiv som 100-årig i 2007.